# Katymár
Katymár là một thị trấn thuộc hạt Bács-Kiskun, Hungary. Thị trấn này có diện tích 71,08 km², dân số năm 2010 là 2153 người, mật độ 30 người/km².